# Amana Corporation
 (juin 2020).
Si vous disposez d'ouvrages ou d'articles de référence ou si vous connaissez des sites web de qualité traitant du thème abordé ici, merci de compléter l'article en donnant les références utiles à sa vérifiabilité et en les liant à la section « Notes et références ».
Pour les articles homonymes, voir Amana.
La Amana Corporation ou simplement Amana, était un fabricant américain d'électroménagers, aujourd'hui une filiale de Whirlpool Corporation. Elle a débuté en 1934 en vendant des chambres froides, puis a été acheté par les colonies Amana.

## Histoire
Amana est doné par George Foerstner sous le nom de The Electrical Equipment Co. en 1934 pour produire des chambres froides. En 1947, ils ont créé le premier congélateur et ont dévoilé en 1949 le premier réfrigérateur côte-à-côte. Peu après, en 1950, l'entreprise est achetée par un groupe d'investisseurs des colonies Amana, qui la renomme Amana Refrigeration, Inc..
En 1954, Amana commence la commercialisation de climatiseurs et, en 1965, est rachetée par Raytheon, société ayant inventé le four à micro-ondes en 1947, puis l'ayant commercialisé sous le nom de Radarange en 1954. En 1967, Amana introduit une version du four pour les consommateurs, le premier four à micro-ondes populaire dans les ménages.
Dans les décennies qui suivent, Amana se spécialise et produit alors une panoplie d'autres électroménagers. En 1997, l'entreprise est achetée par Goodman Global, une entreprise de chauffage et de refroidissement, maintenant une filiale de Daikin, qui la revend à Maytag (en), plus tard devenue une filiale de Whirlpool, en 2002. Depuis lors, les électroménagers Amana sont produits par Whirlpool, tandis que les produits du secteur du chauffage et du refroidissement sont toujours produits par Goodman. La division  Amana Under Counter Wine, spécialisée dans les celliers, est détachée de la filiale pour devenir la marque Aficionado.

## Produits
- Réfrigérateurs
- Congélateurs
- Fours
- Plaques de cuisson
- Machines à laver
- Sèche-linge
- Lave-vaisselle
- Fours à micro-ondes
- Ventilateurs de cuisine (en)
- Etc[1].